# Satana in corpo
Satana in corpo (Cry of the Banshee) è un film del 1970 diretto da Gordon Hessler.
Banshee, nel titolo originale inglese, è una figura mitologica celtica.

## Trama
Inghilterra elisabettiana. Lord Edward Whitman, come magistrato, presiede il processo di una giovane donna. Sentenzia che lei è una strega, abbia il suo marchio di riconoscimento, sia frustata per le strade, poi messa sotto custodia nel villaggio.
Quella stessa notte, Lord Edward ospita una festa mentre i suoi scagnozzi perquisiscono la campagna per trovare gli assassini di una pecora. Due adolescenti poveri e dall'aspetto cencioso sono tirati a forza in sala. Un rumore come ululato di lupo da fuori delle pareti avverte che possono portare il marchiati da Satana nel braccio; entrambi gli adolescenti vengono uccisi e Lady Patricia Whitman accusa il marito Edward di essere un assassino.
Sean, il figlio maggiore di Lord Whitman, stupra la donna e poi parte con il padre per "ripulire la zona" da tutte le streghe. 
Il suo drappello armato interrompe ciò che è apparentemente destinato a essere un sabba delle streghe. Molte persone vengono uccise e alle persone sopravvissute viene ordinato di non tornare più sulle colline. Il capo della congrega Oona decide di vendicarsi della famiglia Whitman ed evoca uno spirito maligno un "Sidhe". Lo spirito prende possesso di Roderick un giovane servitore da sempre innamorato di Maureen Whitman che piano piano uccide i membri della famiglia Whitman compresi Sean e Lady Patricia.
Harry, altro figlio di Whitman arrivato da Cambridge accompagnato da padre Tom, coglie di sorpresa Oona e la sua congrega, mentre cercano di uccidere Maureen. Oona viene uccisa mentre Roderick non riesce a portare a termine la missione e fugge lasciando Maureen ancora viva. Torna poco dopo ma questa volta è la donna che colpisce a morte il giovane. 
Felice per essere riuscito ad eliminare i suo nemici Whitman prevede di lasciare la casa con i suoi due figli rimanenti in carrozza. Lungo la strada, si ferma al cimitero, per accertarsi che Roderick sia realmente morto. Con totale orrore trova la bara vuota, e si affretta di nuovo alla carrozza, dove trova morti sia Harry che Maureen. Bully Boy, autista della carrozza, è stato ucciso da Roderick, che ora lo sostituisce alla guida.
Whitman urla il nome del suo guidatore, mentre il calesse si dirige verso mete sconosciute.